# فولر هایتس (فلوریدا)
فولر هایتس (به انگلیسی: Fuller Heights) یک منطقهٔ مسکونی در ایالات متحده آمریکا است که در فلوریدا واقع شده‌است. فولر هایتس ۸٬۷۵۸ نفر جمعیت دارد و ۳۴٫۱۴ متر بالاتر از سطح دریا واقع شده‌است.